# Ozan Trio
OZAN Trio est un groupe de musique bretonne, formé en 2000 par quatre musiciens.
Ils jouent un swing breton (stum en breton) aux influences orientales, tsiganes, yiddish. Avec une interprétation entre poésie et humour, ils enrichissent leur répertoire par des accords de jazz, variété et classique pour plus de légèreté. 

## Biographie
En 2000, les chanteurs de kan ha diskan Armel an Hejer et Kristen Nikolas (ex-Kern) se sont associés aux musiciens du groupe Penn Gollo, Malo Carvou (flûtes traversières) et Bernard Bizien (guitare). Kristen Nikolas est parti au bout d'un an et le groupe est devenu un trio.
Leurs créations artistiques sont un voyage musical parsemé de couleurs, de danses et d'émotions, chaque musicien apportant ses influences. 
Le premier album, enregistré lors de cinq soirées à Pont-l'Abbé, sort en 2005, autoproduit et distribué par Keltia Musique. Le trio acoustique se produit dans les grands festivals breton comme les Vieilles Charrues (en 2003 et 2007), le festival de Cornouaille (en 2008 et 2009), le Festival interceltique de Lorient, le festival des Filets bleus... En 2006, il partage l'affiche avec Dee Dee Bridgewater et Femi Kuti au festival des Voix de Pays (Fougères), ainsi qu'avec Hadouk Trio (Didier Malherbe) lors de l'Atlantique Jazz Festival.
Le contrebassiste Henri Texier participe au second album. Il est enregistré en public à Plozévet en 2008.
Le trio met en place la même année la création musicale et visuelle Kiosk, en collaboration avec le photographe Richard Boulestreau, dont la première a lieu au centre culturel Amzer Nevez à Ploemeur, et partage ensuite la scène avec Alan Stivell au festival de Cornouaille. Ozan Trio joue en 2011 en première partie de The Dubliners au festival Kann al Loar, avant de faire une pause pour laisser la place aux projets personnels de ses membres.

## Membres du trio

### Malo Carvou
Flûtes Traversières
Ancien membre des groupes Shop Street, Gan Ainm et Penn Gollo, il joue ensuite avec Deus'ta, Rune, Jamie Mc Menemy 4. Il assure seul la partie mélodique instrumentale du trio. Sa maîtrise technique et d’improvisation soutient le chant.

### Armel An Hejer
Chant
Il pratique le chant breton depuis son enfance. Puis il est attiré vers le chant vannetais. Sa maîtrise du chant modal traditionnel lui permet une liberté d’improvisation et de variation.

### Bernard Bizien
Guitare
Passionné de musique bretonne et irlandaise et fort de ses expériences avec des musiciens tels que Paddy Keenan ou au sein de Penn Gollo et Rune, il apporte un soutien rythmique et le swing nécessaire.

## Discographie
- 2005 : Koñsert (Etc'Art / Keltia Musique)
- 2008 : Koñsert 2 (Etc'Art / Keltia Musique)

### Compilations
- 2006 : 36e festival interceltique de Lorient
- 2008 : Nuit des étoiles celtiques, Le concert des 30 ans de Keltia Musique (DVD)
- 2009 : La Musique Bretonne pour Les Nuls (Er rah-koed)

## Récompenses
- France 3 :
  - Prix du meilleur album 2009 (Koñsert 2)
- Produit en Bretagne
  - Prix du Disque Coup de Cœur 2006 (Koñsert)